# Gümüş, Gümüşhacıköy
Gümüş là một thị trấn thuộc huyện Gümüşhacıköy, tỉnh Amasya, Thổ Nhĩ Kỳ.